# سیارک ۴۵۱۴

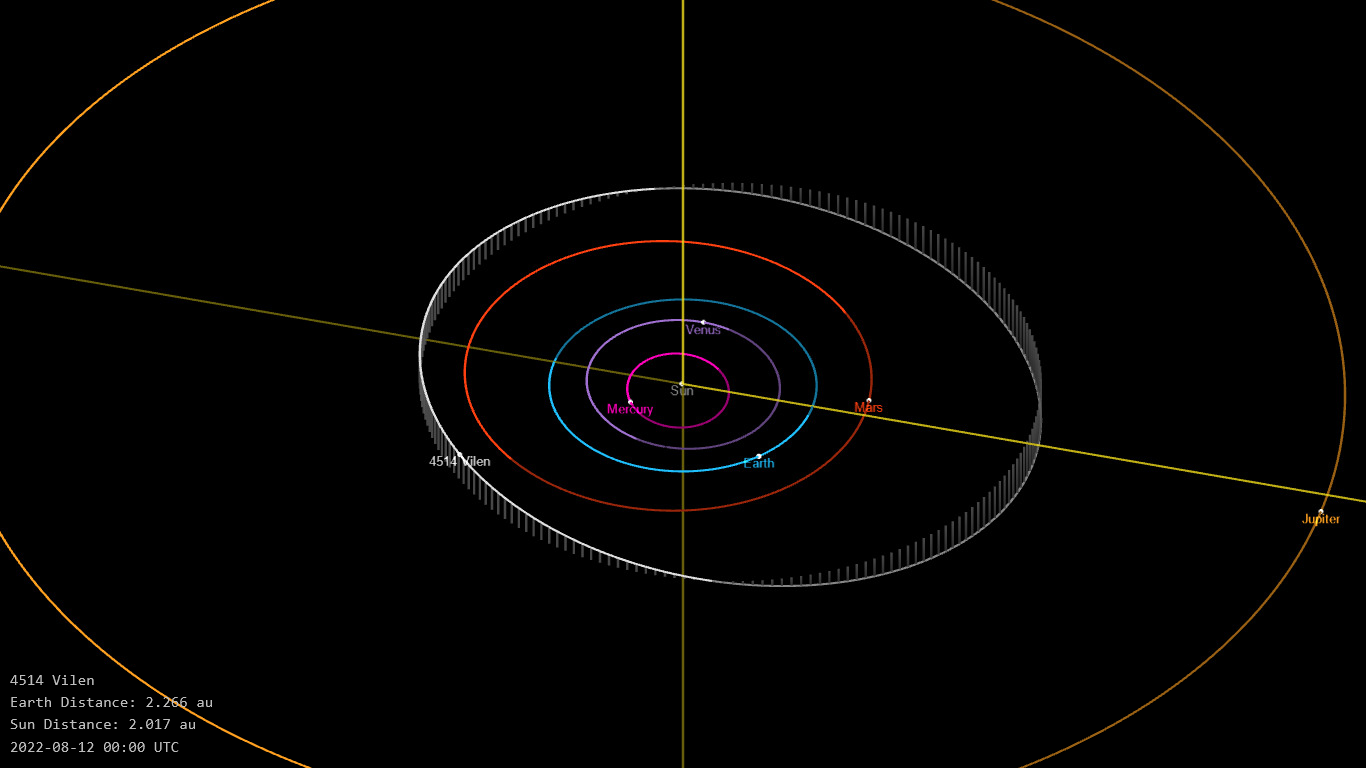
نگاره‌ای از محل سیارک ۴۵۱۴ در مدار - ۲۰۲۲

سیارک ۴۵۱۴ (به انگلیسی: 4514 Vilen، نامگذاری:1972HX) چهار هزار و پانصد و چهاردهمین سیارک کشف شده‌است که در ۱۹ آوریل ۱۹۷۲ کشف شد.
قدر مطلق سیارک برابر ۱۳٫۴۰ است.